# 韋爾登冰川
韋爾登冰川（英語：Weldon Glacier），是南極洲的冰川，位於科茨地，處於海斯冰川西南面60公里的威德爾海，由美國海軍發現，現時由南極條約體系管理。